# A.C.A.B. (Band)
A.C.A.B. ist eine Punkrock-Gruppe aus Malaysia.

## Stil
Die Gruppe bekennt sich zur Skinhead-Bewegung. Dementsprechend orientieren sie sich musikalisch und textlich an dem Teil der britischen Punkrockbands der zweiten Generation, die der Musikjournalist Gary Bushell unter dem Schlagwort „Oi!“ subsumierte. Außerdem sind vereinzelte Einflüsse aus dem Reggae und Ska vorhanden.
In ihren Texten behandeln A.C.A.B. typische Skinhead-Themen wie Großstadt, Fußball, Gewalt, Wochenende, Alkohol und das Leben als Skinhead, aber beziehen auch sozialkritisch Stellung, etwa gegen Rassismus oder das Reichtumsarmutsgefälle.

## Diskografie (Auswahl)
- 1995: Demo ’95
- 1996: Unite & Fight (EP)
- 1999: Eastern Oi! (CD/MC)
- 2000: Live & Loud (CD)
- 2001: Skinhead 4 Life (CD)
- 2002: Orang Timur (CD/MC)
- 2003: Live & Loud 2 (CD)
- 2003: Reloaded (DCD; Clockwork Records; EMI-Vertrieb)
- 2004: Bangun (CD)
- 2006: This Is The A.C.A.B. (CD)